# Vogelsbergkreis
Der Vogelsbergkreis ist eine Gebietskörperschaft mit 101.163 Einwohnern (31. Dezember 2024) im Regierungsbezirk Gießen in Hessen. Der Landkreis liegt in der Region Mittelhessen. Kreisstadt ist Lauterbach, die bevölkerungsreichste Stadt Alsfeld.

## Geografie

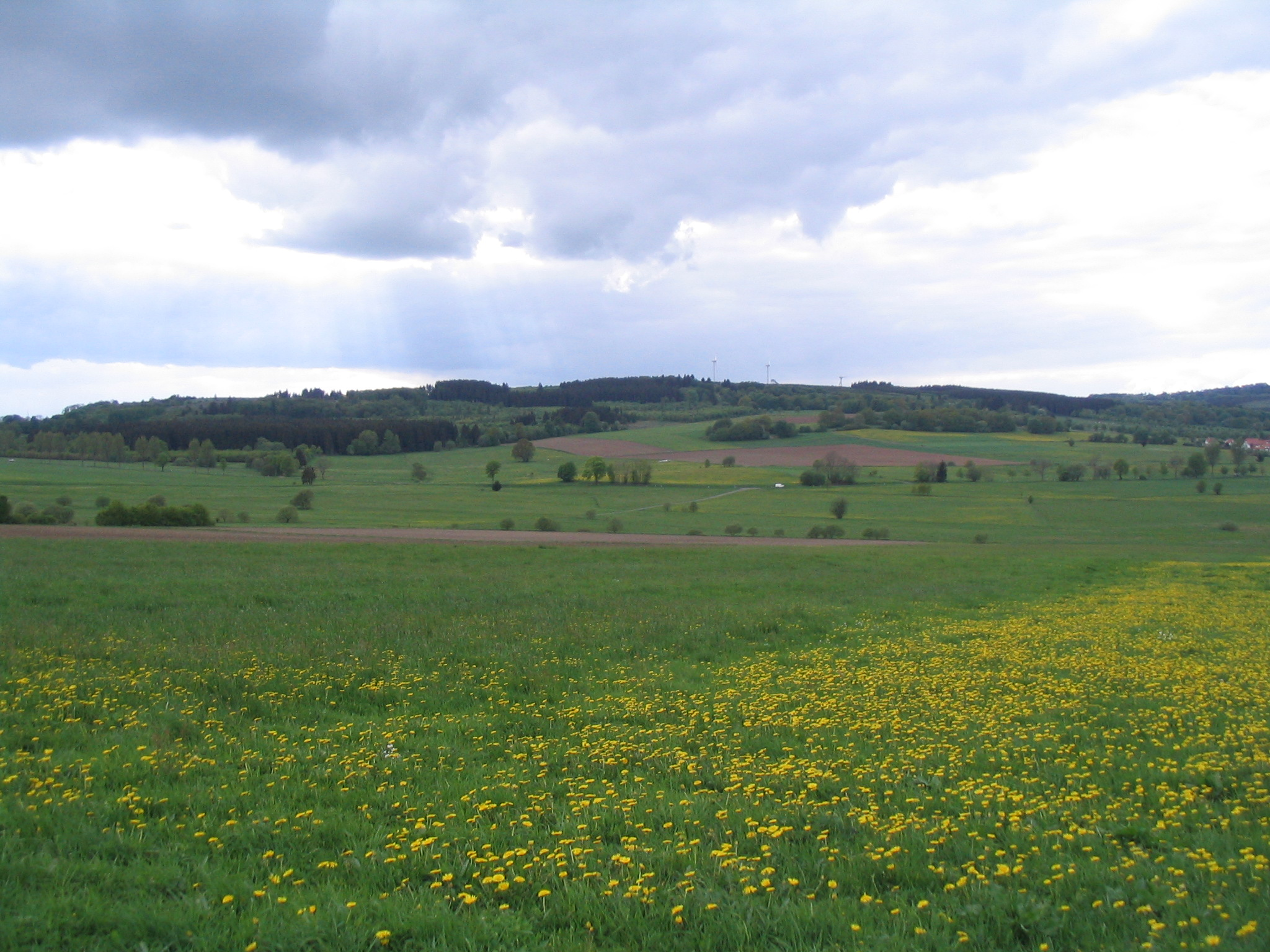
Landschaft

### Lage
Namensgebend für den Kreis ist der Vogelsberg, ein seit Millionen Jahren erloschener, deshalb auch teilweise abgetragener Vulkan, der im Süden des Kreises liegt. Dessen höchste Erhebung ist der Taufstein (773 m ü. NHN) östlich von Schotten. Das nördliche Kreisgebiet reicht noch in die Landschaft der Schwalm.

### Nachbarkreise
Der Vogelsbergkreis grenzt, im Norden beginnend im Uhrzeigersinn, an die Landkreise Schwalm-Eder-Kreis, Hersfeld-Rotenburg, Fulda, Main-Kinzig-Kreis, Wetteraukreis, Gießen und Marburg-Biedenkopf.

## Geschichte
Das heutige Kreisgebiet gehörte zu Beginn des 19. Jahrhunderts größtenteils zur Landgrafschaft Hessen-Darmstadt, dem späteren Großherzogtum Hessen. Daneben existierten mehrere kleine Territorialherrschaften wie die der Riedesel Freiherren zu Eisenbach und der Reichsgrafen von Schlitz. Seit der Mediatisierung 1806 gehörte das Gebiet fast vollständig zum Großherzogtum Hessen, nur die Dörfer Berfa, Hattendorf und Lingelbach gehörten vor der Gebietsreform in den 1970er Jahren zum Kreis Ziegenhain und die Ortschaften des ehemaligen Gerichtes Katzenberg gehörten bis 1866 zum Kurfürstentum Hessen. Bis zur Mitte des 19. Jahrhunderts wechselten die Verwaltungsstrukturen auf Kreisebene häufig.
Im Jahr 1832 wurde der Landkreis Alsfeld gegründet, der im Laufe der Geschichte mehrmals seine Grenzen veränderte, zuletzt 1938. Im Jahr 1852 wurde der Landkreis Lauterbach gebildet. Dieser Kreis wurde ebenfalls 1938 in seinen Grenzen verändert.
Im Rahmen der Gebietsreform in Hessen entstand am 1. August 1972 der neue Vogelsbergkreis mit der Kreisstadt Lauterbach. Er wurde gebildet aus:
- dem Landkreis Alsfeld
- dem Landkreis Lauterbach
- der Stadt Schotten aus dem Landkreis Büdingen
- den Gemeinden Berfa, Hattendorf und Lingelbach aus dem Landkreis Ziegenhain, die in die Stadt Alsfeld eingemeindet wurden
- der Gemeinde Weidenau aus dem Landkreis Fulda, die nach Freiensteinau eingemeindet wurde
- der Gemeinde Radmühl aus dem Landkreis Gelnhausen, die nach Freiensteinau eingemeindet wurde und
- der Gemeinde Reinhards aus dem Landkreis Schlüchtern, die nach Freiensteinau eingemeindet wurde.

Der Kreistag beschloss mehrheitlich, Alsfeld zur Kreisstadt des neuen Landkreises zu machen. Dies verhinderte der aus Schlitz stammende hessische Innenminister Hanns-Heinz Bielefeld mit seinem Widerspruch und Lauterbach wurde Kreisstadt. Unter diesem Beschluss von oben herab litt jahrzehntelang das Verhältnis zwischen Bürgern und Politik sowie zwischen Alsfeld als größte Stadt des Landkreises und Lauterbach als neue Kreisstadt. So verausgabte die KfZ-Zulassungsstelle Alsfeld weiterhin das Kennzeichen ALS statt des verordneten LAT, bis 1978 VB als neues Kennzeichen festgelegt wurde.

## Einwohnerentwicklung

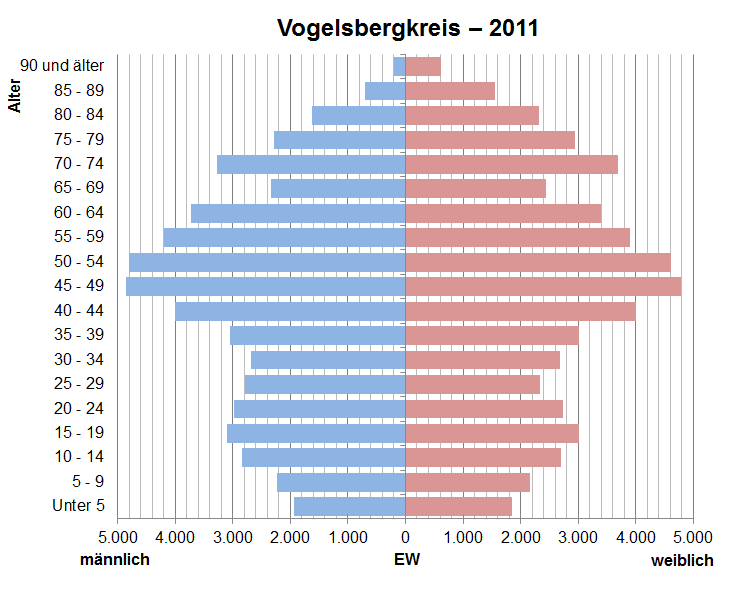
Bevölkerungspyramide für den Vogelsbergkreis (Datenquelle: Zensus 2011)

| Jahr | Einwohner | Quelle |
| ---- | --------- | ------ |
| 1972 | 112.400   | [ 6 ]  |
| 1980 | 109.500   | [ 7 ]  |
| 1990 | 113.700   | [ 7 ]  |
| 2000 | 118.496   | [ 8 ]  |
| 2010 | 109.757   | [ 9 ]  |
| 2015 | 105.522   | [ 10 ] |
| 2020 | 105.670   | [ 11 ] |

## Politik

### Kreistag
Die Kommunalwahl 2021 lieferte folgendes Ergebnis, in Vergleich gesetzt zu früheren Kommunalwahlen:
| Diagrammdarstellung von Wahlergebnis und Sitzverteilung | Diagrammdarstellung von Wahlergebnis und Sitzverteilung                                                                         |
| --- | --- |
| Kreistagswahl im Vogelsbergkreis 2021Wahlbeteiligung 56,4 % 403020100 33,324,812,29,88,26,24,01,5 CDUSPDFWGrüneAfDFDPLinkeDKLVhGewinne und Verlusteim Vergleich zu 2016 %p 4 2 0 −2 −4 −6 −8−2,2−7,0+1,6+2,1+2,4+1,6± 0,0+1,5CDUSPDFWGrüneAfDFDPLinkeDKLVAnmerkungen:h Die Klimaliste Vogelsberg | Sitzverteilung im Kreistag 2021Insgesamt 61 Sitze - Linke: 2 - SPD: 15 - Grüne: 6 - DKLV: 1 - FW: 8 - CDU: 20 - FDP: 4 - AfD: 5 |

| Wahlvorschläge       | Wahlvorschläge                              | % 2016 | Sitze 2016 | % 2011 | Sitze 2011 | % 2006 | Sitze 2006 | % 2001 | Sitze 2001 |
| -------------------- | ------------------------------------------- | ------ | ---------- | ------ | ---------- | ------ | ---------- | ------ | ---------- |
| CDU                  | Christlich Demokratische Union Deutschlands | 35,5   | 22         | 35,1   | 21         | 40,3   | 25         | 37,7   | 23         |
| SPD                  | Sozialdemokratische Partei Deutschlands     | 31,8   | 19         | 34,3   | 21         | 37,4   | 23         | 39,0   | 24         |
| FREIE WÄHLER         | FREIE WÄHLER                                | 10,6   | 06         | 09,7   | 06         | 07,6   | 05         | 09,4   | 06         |
| GRÜNE                | Bündnis 90/Die Grünen                       | 07,7   | 05         | 12,8   | 08         | 05,3   | 03         | 05,2   | 03         |
| AfD                  | Alternative für Deutschland                 | 05,8   | 04         | —      | —          | —      | —          | —      | —          |
| FDP                  | Freie Demokratische Partei                  | 04,6   | 03         | 04,5   | 03         | 05,3   | 03         | 05,7   | 03         |
| DIE LINKE.           | DIE LINKE. (2006: DIE LINKE.WASG)           | 04,0   | 02         | 03,6   | 02         | 01,8   | 01         | —      | —          |
| REP                  | Die Republikaner                            | —      | —          | —      | —          | 02,4   | 01         | 03,0   | 02         |
| Gesamt               | Gesamt                                      | 100,0  | 61         | 100,0  | 61         | 100,0  | 61         | 100,0  | 61         |
| Wahlbeteiligung in % | Wahlbeteiligung in %                        | 57,0   | 57,0       | 53,3   | 53,3       | 53,2   | 53,2       | 58,2   | 58,2       |

### Landrat
Nach der hessischen Kommunalverfassung wird der Landrat für eine sechsjährige Amtszeit gewählt, seit dem Jahr 1993 in einer Direktwahl, und ist Vorsitzender des Kreisausschusses, dem im Vogelsbergkreis neben dem Landrat hauptamtlich ein Erster Kreisbeigeordneter und ehrenamtlich 16 weitere Kreisbeigeordnete angehören. Landrat ist seit dem 10. Juni 2024 Jens Mischak (CDU), der zuvor als Erster Kreisbeigeordneter dem Kreisausschuss angehörte. Er wurde als Nachfolger von Manfred Görig (SPD), der nach zwei Amtszeiten nicht wieder kandidiert hatte, am 8. Oktober 2023 bei 67,7 Prozent Wahlbeteiligung mit 67,3 Prozent der Stimmen gewählt.
Amtszeiten der Landräte
- 2024–2030 Jens Mischak (CDU)[18]
- 2012–2024 Manfred Görig (SPD)[19]
- 2000–2012 Rudolf Marx (CDU)
- 1987–2000 Hans-Ulrich Lipphardt (SPD)
- 1985–1987 Jochen Zwecker (SPD)
- 1985–1985 Gerulf Herzog (CDU) (Amtszeit bis 3. Juli, wurde von der neuen Kreistagsmehrheit abgewählt)[22]
- 1973–1985 Jochen Zwecker (SPD)
- 1972–1973 Roland Manz (Staatsbeauftragter, bis 15. Januar)

### Wappen, Flagge und Banner

Hissflagge
Bannerflagge

Der Vogelsbergkreis führt ein Dienstsiegel, ein Wappen sowie eine Hiss- und eine Bannerflagge.
| Wappen des Vogelsbergkreises | Blasonierung: „Durch eine Silberleiste schräglinks geteilt; oben in Rot zwei natürliche silberne Türkenbundlilien, unten in Blau der dreimal von Silber und Rot geteilte Löwenkopf mit goldener Krone.“ |
| Wappen des Vogelsbergkreises | Wappenbegründung: Die Türkenbundlilien sind dem alten Kreiswappen von Lauterbach entnommen und symbolisieren den Naturpark Vulkanregion Vogelsberg, der Löwe steht für die Landgrafschaft Hessen bzw. deren Nachfolgestaaten, die den größten Teil des heutigen Kreisgebiets beherrschten. Er findet sich auch im Wappen der Stadt Alsfeld. Das Wappen wurde am 26. Juli 1978 verliehen. |

### Kreisausschuss
Der Kreisausschuss hat 18 Mitglieder und ist das oberste Leitungsgremium der Kreisverwaltung. Vorsitzender ist der hauptamtliche Landrat Jens Mischak (CDU). Der hauptamtliche Erste Kreisbeigeordnete ist Patrick Krug (SPD). Die 16 Kreisbeigeordneten sind ehrenamtlich tätig.

### Kreisjugendparlament
Neben dem Kreistag gibt es im Vogelsbergkreis seit 1992 ein Kreisjugendparlament (KJP), das seit 1999 im Kreistag ein Antrags- und Rederecht hat. Schon seit 1997 darf ein KJP-Mitglied im Jugendhilfeausschuss mit einer Stimme an Entscheidungen mitwirken. Aktiv und passiv wahlberechtigt sind alle Jugendlichen ab der siebenten Schulklasse bis vor Vollendung des 18. Lebensjahres. Das KJP besteht aus insgesamt 27 Abgeordneten aus den 19 Städten und Gemeinden des Vogelsbergkreises. Wie viele Abgeordnete jede Stadt/Gemeinde hat, richtet sich nach der Einwohnerzahl:
- bis 6000 Einwohner ein Abgeordneter
- bis 12.000 Einwohner zwei Abgeordnete
- über 12.000 Einwohner drei Abgeordnete.[23]

### Partnerkreise
Ein Partnerkreis ist der brandenburgische Landkreis Oberhavel.

## Wirtschaft und Infrastruktur
Der ländlich geprägte Vogelsbergkreis hat mit 69 Einwohnern pro Quadratkilometer die geringste Bevölkerungsdichte und zugleich die drittgrößte Fläche aller Landkreise Hessens. Im Zukunftsatlas 2019 belegte der Vogelsbergkreis Platz 298 von 401 Landkreisen, Kommunalverbänden und kreisfreien Städten in Deutschland und zählt damit zu den Regionen mit „ausgeglichenem Chancen-Risiko-Mix“ für die Zukunft.

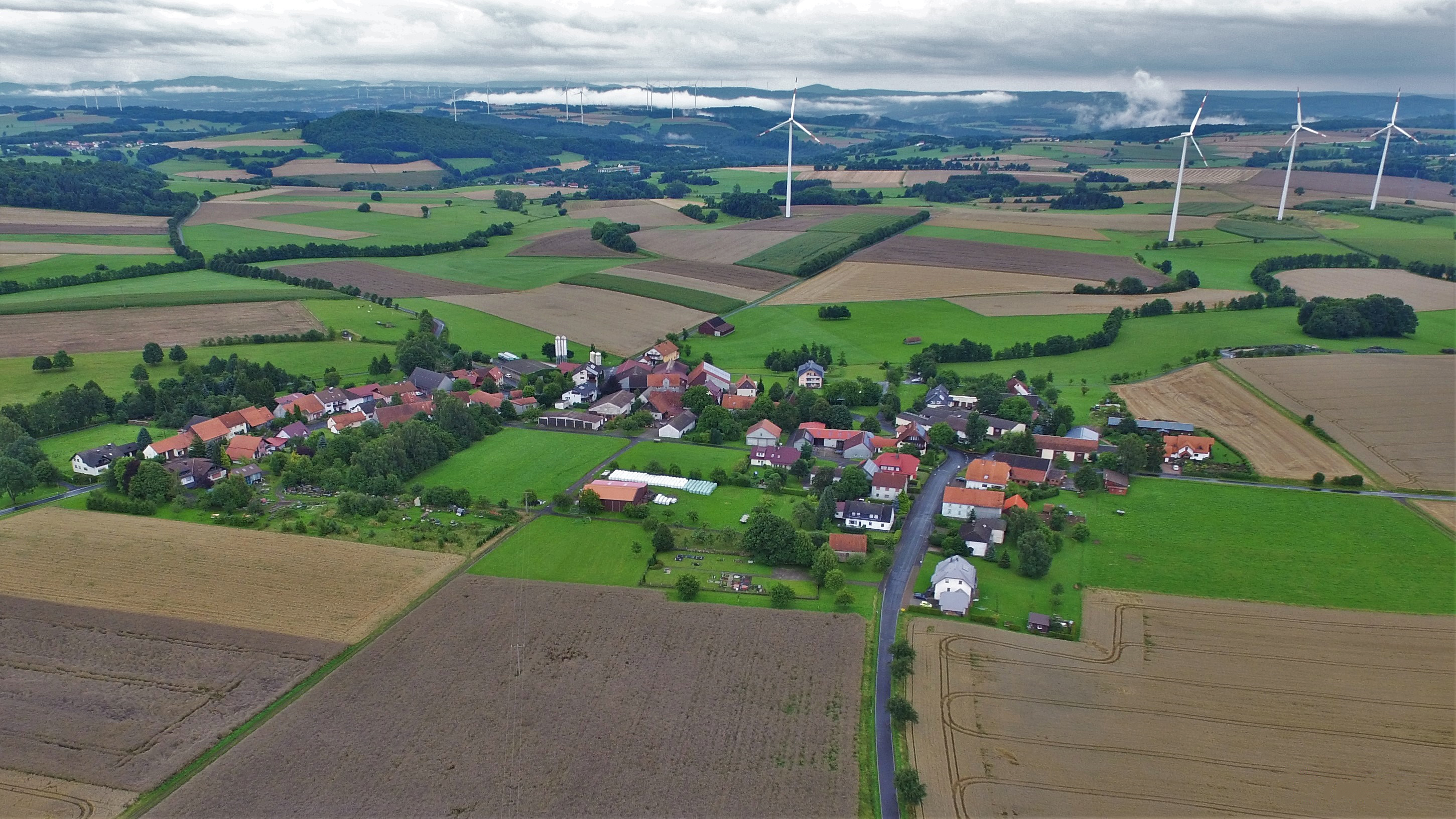
Energieerzeugung mit Windkraft

Die Wirtschaft im Landkreis ist eher mittelständisch geprägt. Die Industrieunternehmen (Papier, Verpackung, Metallbau, Werkzeug, Holz) befinden sich überwiegend in den beiden Zentren Alsfeld und Lauterbach. Im Vogelsbergkreis begann die Nutzung der Windenergie für die Stromerzeugung im deutschen Binnenland. Das Kreisgebiet zählt innerhalb Hessens zu den besonders windhöffigen Standorten. 1990/91 wurde in der Gemeinde Grebenhain der Windenergiepark Vogelsberg als erster deutscher Windpark im Mittelgebirge und zugleich erster Windpark in Hessen zunächst für Versuchszwecke in Betrieb genommen. Die ersten kommerziellen Windparkprojekte in Hessen wurden 1993/94 in den Vogelsberggemeinden Feldatal und Ulrichstein realisiert. Von den bis Jahresende 2012 etwa 700 in Hessen errichteten Windkraftanlagen stehen rund 200 im Vogelsbergkreis.
Der Landwirtschaft kommt eine erhebliche Bedeutung für die Wirtschaftsstruktur des Landkreises zu. Insgesamt sind 43,7 Prozent der Landkreisfläche landwirtschaftlich genutzt. Davon wird 52,4 Prozent als Grünland bewirtschaftet, womit der Vogelsbergkreis den höchsten Grünlandanteil in Hessen hat.
Der Vogelsberg ist ein klassisches Tourismusgebiet. Bereits 1956 wurde der heutige Naturpark Vulkanregion Vogelsberg als Landschaftsschutzgebiet Hoher Vogelsberg gegründet, der damit der zweitälteste Naturpark in Deutschland (nach dem Naturpark Lüneburger Heide) ist. Er umfasst das Gebiet um den Oberwald und erstreckt sich über den Vogelsbergkreis hinaus auch auf die Nachbarkreise Landkreis Gießen, Main-Kinzig-Kreis und Wetteraukreis. Die Destination nennt sich Vulkanregion Vogelsberg und wird von der Vulkanregion Vogelsberg Tourismus GmbH entwickelt und als nachhaltiges Reiseziel vermarktet. Auf einer ehemaligen Bahntrasse führt der Vulkanradweg durch den östlichen Teil des Kreises und ist Teil des Bahnradwegs Hessen. Die Stadt Alsfeld ist mit ihren über 400 Baudenkmälern seit dem 19. Jahrhundert Ziel des Kulturtourismus.

### Verkehr

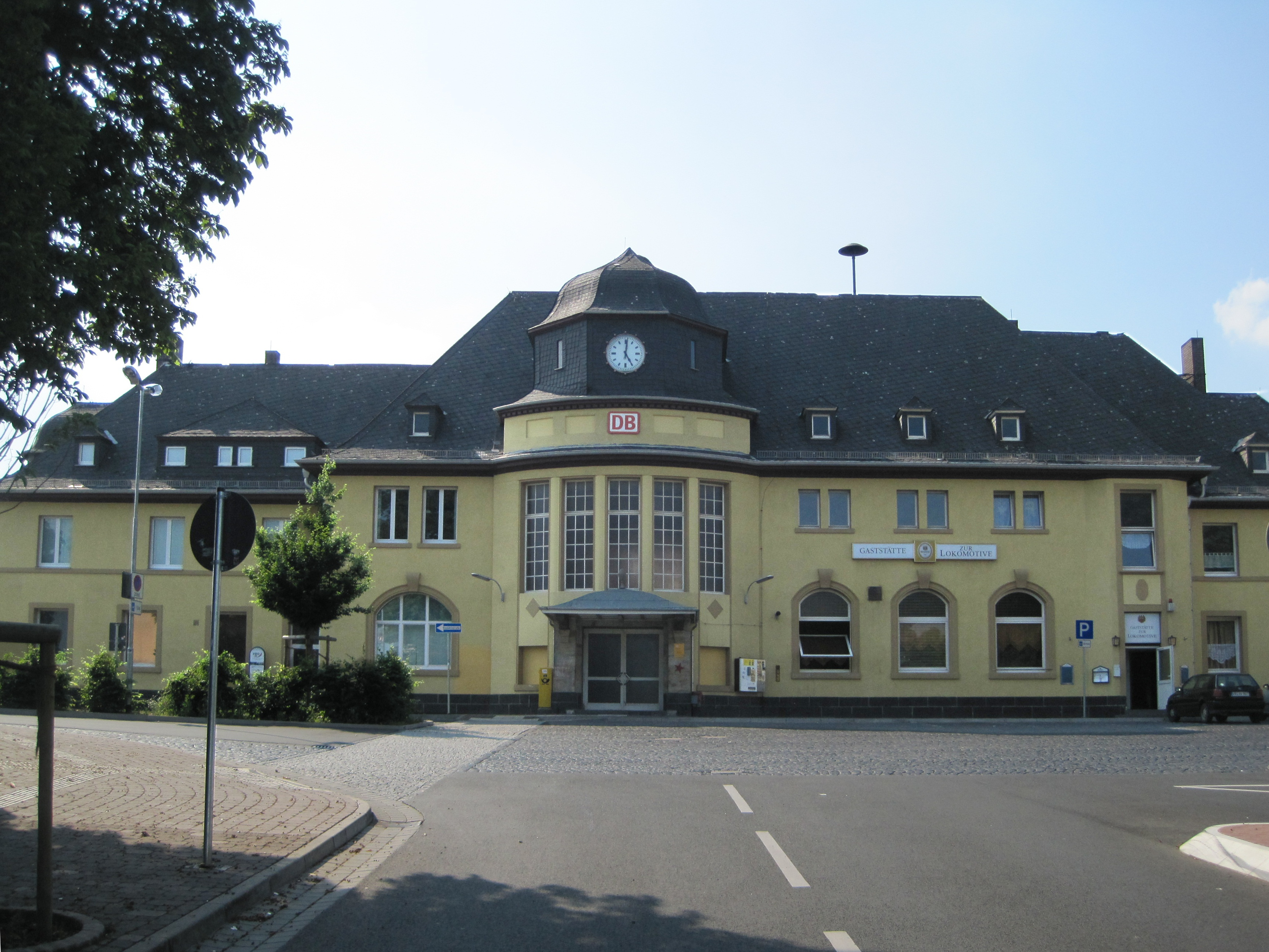
Bahnhof Alsfeld (Oberhess)

#### Straßenverkehr
Die Bundesautobahn 5 (Frankfurt–Bad Hersfeld) erschließt das Kreisgebiet über die Anschlussstellen Homberg (Ohm) sowie Alsfeld West und Alsfeld Ost für den Autobahnverkehr. Am Autobahndreieck Ohmtal mündet in die A 5 seit 2025 die Bundesautobahn 49 mit der Anschlussstelle "Homberg (Ohm) Nord" im Kreisgebiet. Dem überörtlichen Verkehr dienen im Vogelsbergkreis die Bundesstraßen B 49, B 62, B 254 und die B 275 sowie mehrere Landesstraßen und Kreisstraßen. Anschluss an das Kinzigtal besteht über die Bundesstraße 276 und über den Vogelsberger Südbahnradweg.

#### Eisenbahn und öffentlicher Personennahverkehr
Aufgrund der schwierigen Topografie wurde das Vogelsbergmassiv von den beiden wichtigen Nord-Süd-Verbindungen je östlich und westlich umfahren. Als Verbindung wurde die eingleisige Bahnstrecke Gießen–Fulda (Linien RB 45, vormals RB 35 im Rhein-Main-Verkehrsverbund) errichtet. Sie verbindet zwar den Vogelsberg mit den ICE-Bahnhöfen in Fulda und Gießen; ein Umsteigen für Fahrten nach Frankfurt und ins Rhein-Main-Gebiet ist jedoch notwendig. Daher wird ein weiterer in Abschnitten zweigleisiger Ausbau dieser Strecke gefordert. Buslinien verkehren innerhalb des Kreisgebiets und in die Nachbarregionen.

## Sport
2021 bewarb sich der Landkreis als Beherbergungsstadt für die Gestaltung eines viertägigen Programms für eine internationale Delegation der Special Olympics World Summer Games 2023 in Berlin beworben. 2022 wurde er als Gastgeber für Special Olympics Curaçao ausgewählt. In der Delegation befanden sich sieben Athleten der Disziplinen Bowling, Boccia, Schwimmen und Powerlifting und vier „Unified Partner“, Sportler ohne geistige Behinderung, die beim Bowling und Boccia während der Weltspiele in Teams mit den Athleten mit geistiger Behinderung zu den Wettbewerben antreten. Durch die Teilnahme am Beherbergungsstadtprogramm wurde der Landkreis Teil des größten kommunalen Inklusionsprojekts in der Geschichte der Bundesrepublik mit mehr als 200 Beherbergungsstädten.
2023 wurde in Herbstein im Kurpark ein inklusiver Bewegungspark eröffnet.

## Gemeinden
(Einwohner am 31. Dezember 2024)
| Städte 1. Alsfeld (15.307) 2. Grebenau (2.273) 3. Herbstein (4.583) 4. Homberg (Ohm) (6.973) 5. Kirtorf (3.072) 6. Lauterbach (13.047) 7. Romrod (2.574) 8. Schlitz (9.271) 9. Schotten (9.641) 10. Ulrichstein (2.728) | Weitere Gemeinden 1. Antrifttal [Sitz: Ruhlkirchen] (1.754) 2. Feldatal [Sitz: Groß-Felda] (2.178) 3. Freiensteinau (2.967) 4. Gemünden (Felda) (2.646) 5. Grebenhain (4.436) 6. Lautertal (Vogelsberg) [Sitz: Hörgenau] (2.227) 7. Mücke [Sitz: Merlau] (9.267) 8. Schwalmtal [Sitz: Renzendorf] (2.750) 9. Wartenberg [Sitz: Angersbach] (3.469) Gemeindeverwaltungsverband 1. Gemeindeverwaltungsverband Feldatal-Grebenau-Romrod-Schwalmtal mit Sitz in Feldatal; Mitgliedsgemeinden: Feldatal, Grebenau, Romrod und Schwalmtal |  |

## Kfz-Kennzeichen
Am 12. Februar 1979 wurde dem Vogelsbergkreis das neue Unterscheidungszeichen VB zugewiesen. Bis dahin galten die seit dem 1. Juli 1956 in den Landkreisen Alsfeld und Lauterbach gültigen Unterscheidungszeichen ALS und LAT in ihren jeweiligen Teilkreisen des am 1. August 1972 neu gebildeten Vogelsbergkreises weiter.
Bis in die 1990er Jahre erhielten Fahrzeuge aus dem Teilkreis Alsfeld Kennzeichen mit den Buchstabenpaaren AA bis ZZ und den Zahlen von 1 bis 99 sowie mit den Buchstabenpaaren PA bis ZZ und den Zahlen von 100 bis 999. Die Fahrzeuge des Teilkreises Lauterbach erhielten Kennzeichen mit einem Buchstaben und den Zahlen bis 999 sowie mit den Buchstabenpaaren AA bis NZ und den Zahlen von 100 bis 999.
Das Kürzel VB wird bis heute durchgängig zugeteilt.